# Citizen Cup 1996
Il  Citizen Cup 1996 è stato un torneo di tennis giocato sulla terra rossa. È stata la 12ª edizione del torneo, che fa parte della categoria Tier II nell'ambito del WTA Tour 1996. Si è giocato ad Amburgo in Germania dal 29 aprile al 5 maggio 1996.

## Campionesse

### Singolare
Arantxa Sánchez Vicario ha battuto in finale  Conchita Martínez con il punteggio di 4–6, 7–6, 6–0

### Doppio
Arantxa Sánchez Vicario /  Brenda Schultz hanno battuto in finale  Gigi Fernández /  Martina Hingis con il punteggio di 4–6, 7–6, 6–4